# 오하 (러시아)

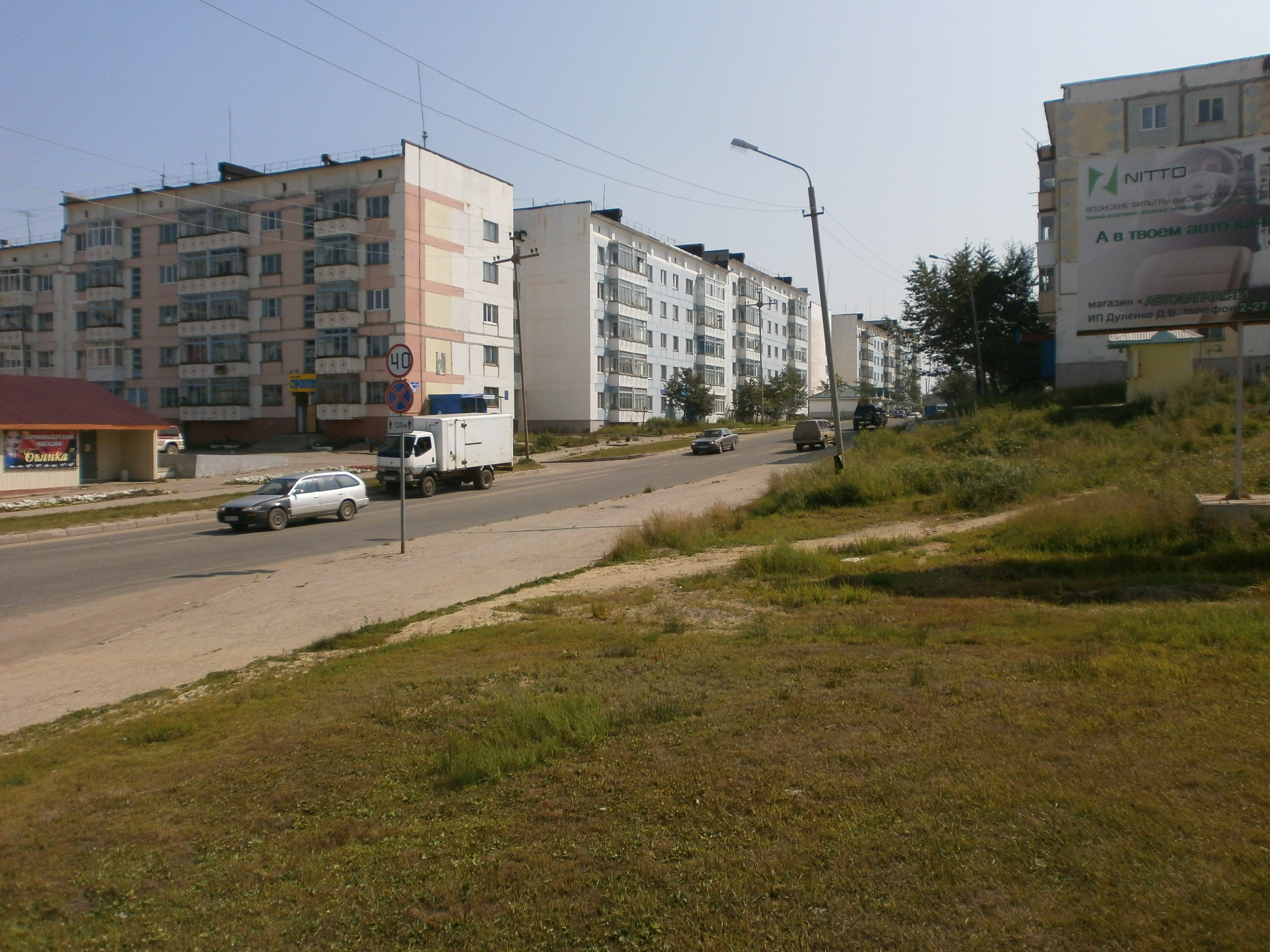
오하 시내의 모습(2012년)

오하(러시아어: Оха́)는 사할린섬 및 사할린주(Сахалинская область)에 있는 도시이다. 인구는 20,715명(2018년)이다. 가스송유관이 콤소몰스크나아무레(Комсомольск-на-Амуре)와 연결되어 있다. 유즈노사할린스크에서 1062 km 떨어진 지점에 위치해 있다. 1880년에 이곳에서 석유가 발견되었다. 1920년 ~ 1925년사이에 일본이 잠시 이 도시를 점령했다. 1923년 석유생산이 시작되었다.